# Anagyrus nigriceps
Anagyrus nigriceps är en stekelart som först beskrevs av De Santis 1972.  Anagyrus nigriceps ingår i släktet Anagyrus och familjen sköldlussteklar. Inga underarter finns listade i Catalogue of Life.